# Phalacrocera nigrolutea
Phalacrocera nigrolutea är en tvåvingeart som beskrevs av Alexander 1972. Phalacrocera nigrolutea ingår i släktet Phalacrocera och familjen mellanharkrankar. Inga underarter finns listade i Catalogue of Life.